# Finca Cincuenta y Uno
Finca Cincuenta y Uno est une localité de la province de Bocas del Toro, au Panama.